# Giovanni Tegano
Giovanni Tegano (* 8. November 1939 in Reggio Calabria, Kalabrien; † 7. Juli 2021 in Mailand) war ein italienisches Mitglied der ’Ndrangheta.
Tegano gehörte laut der italienischen Staatsanwaltschaft zu den 30 meistgesuchten Italienern.
Er wurde seit 1993 von der italienischen Justiz wegen Mord und Waffenhandel gesucht und war seit 1995 auch international zur Fahndung ausgeschrieben. Im April 2010 wurde er von einem Anti-Mafia-Kommando in Kalabrien festgenommen. Innenminister Roberto Maroni bewertete die Aktion als „harten Schlag“ gegen die Mafia.
Tegano starb 2021 im Alter von 81 Jahren im Mailänder Gefängnis Opera.